# Райок
Райо́к — селище в Україні, у Черкаському районі Черкаської області, підпорядковане Бобрицькій сільській громаді.
Населення селища становить 18 осіб, кількість дворів — 22 (2009; 17 осіб в 2007).

## Населення

### Мова
Розподіл населення за рідною мовою за даними перепису 2001 року:
| Мова       | Кількість | Відсоток |
| ---------- | --------- | -------- |
| українська | 16        | 94.12%   |
| російська  | 1         | 5.88%    |
| Усього     | 17        | 100%     |

## Історія
Хутір отримав свою назву через природну красу навколишніх земель. Ще до перевороту 1917 року через села Пищальники і Лазірці проклали залізничну колію, що сполучала Канів з Миронівкою. Станцію Лазірці встановили в селищі. Так і з'явилося маленьке залізничне поселення під назвою Райок.
У роки німецько-радянської війни по цій колії підвозилися з Миронівки червоноармійські війська та зброя для переправи на Букринський плацдарм. Нині від залізниці лишились лише насип та руїни від залізничного вокзалу.